# 羅林斯 (明尼蘇達州)
羅林斯（英語：Rollins）是位於美國明尼蘇達州聖路易斯縣奧爾特鎮區的一個非建制地區，得名自一名伐木工人。

## 地理
羅林斯所處的海拔為高於海平面4578米（即1499英呎），而該地所採用的時區為UTC-6，即北美中部時區（CST）。同時該地設有夏令時間，為UTC-6調快一小時，即UTC-5（CDT）。